# Chó Giáp Phi
Chó Giáp Phi (tiếng Trung: 甲斐犬, tiếng Anh: Kai Ken, Tora Inu hoặc Chó Hổ) là một giống chó đến từ Nhật Bản, nơi nó là một giống vật quốc gia và đã được nuôi trong nhiều thế kỷ. Nó là một con chó quý hiếm ngay cả trong vùng đất bản địa của nó và là một trong sáu giống chó bản xứ Nhật Bản được bảo vệ bởi Nihon Ken Hozonkai.

## Lịch sử
Chó Giáp Phi bị tách ra khỏi giống chó Nihon Ken (Chó Nhật Bản) trong quá trình tạo ra giống chó Nihon Ken Hozonkai (NIPPO) và đặt theo tên của khu vực Kai ở tỉnh Yamanashi nơi mà giống chó này được cho là có nguồn gốc xuất xứ từ đây.
Là một giống có có khả năng leo trèo nhanh nhẹn và dễ dàng, Kai Ken được sử dụng để săn lùng ở địa hình đồi núi dốc ở Yamanashi, con mồi chính của nó là loài linh dương Nhật Bản (Kamoshika), nai, lợn rừng và thỉnh thoảng là gấu.
Sau khi thành lập NIPPO vào năm 1928, Kai Ken được chỉ định là giống chó quốc gia ở Nhật Bản vào năm 1933. Năm 1931, Kai Ken Aigokai (KKA) được thành lập và trở thành Hiệp hội bảo tồn chính cho giống chó ở Nhật Bản và vẫn tồn tại đến gày hôm nay.

## Tính nết
Chó Giáp Phi thông minh, nhanh nhẹn, cảnh giác và dũng cảm. Chúng là những thợ săn tự nhiên và đóng vai trò một giống chó cảnh giác tốt, kín kẽ đối với người lạ nhưng trung thành với gia đình của chúng. Giống chó này rất thân thiện, ứng xử thường tốt với trẻ em và thường không hung dữ với những con chó khác. Nhiều con trong số chúng thích bơi lội và đã được biết là có khả năng vượt sông và leo lên cây trong khi đuổi theo con mồi của chúng.